# Scarus
Scarus is een geslacht van straalvinnige vissen uit de familie van papegaaivissen (Scaridae). Het geslacht is voor het eerst wetenschappelijk beschreven in 1775 door Forsskål.

## Soorten
De volgende soorten zijn bij het geslacht ingedeeld:
- Scarus altipinnis (Steindachner, 1879)
- Scarus arabicus (Steindachner, 1902)
- Scarus caudofasciatus (Günther, 1862)
- Scarus chameleon Choat & Randall, 1986
- Scarus chinensis (Steindachner, 1867)
- Scarus coelestinus Valenciennes, 1840
- Scarus coeruleus (Edwards, 1771)
- Scarus collana Rüppell, 1835
- Scarus compressus (Osburn & Nichols, 1916)
- Scarus dimidiatus Bleeker, 1859
- Scarus dubius Bennett, 1828
- Scarus falcipinnis (Playfair, 1868)
- Scarus ferrugineus Forsskål, 1775
- Scarus festivus Valenciennes, 1840
- Scarus flavipectoralis Schultz, 1958
- Scarus forsteni (Bleeker, 1861)
- Scarus frenatus Lacepède, 1802
- Scarus fuscocaudalis Randall & Myers, 2000
- Scarus fuscopurpureus (Klunzinger, 1871)
- Scarus ghobban Forsskål, 1775 – Blauwbandpapegaaivis
- Scarus globiceps Valenciennes, 1840
- Scarus gracilis (Steindachner, 1869)
- Scarus guacamaia Cuvier, 1829
- Scarus hoefleri (Steindachner, 1881)
- Scarus hypselopterus Bleeker, 1853
- Scarus iseri (Bloch, 1789)
- Scarus koputea Randall & Choat, 1980
- Scarus longipinnis Randall & Choat, 1980
- Scarus maculipinna Westneat, Satapoomin & Randall, 2007
- Scarus niger Forsskål, 1775
- Scarus obishime Randall & Earle, 1993
- Scarus oviceps Valenciennes, 1840
- Scarus ovifrons Temminck & Schlegel, 1846
- Scarus perrico Jordan & Gilbert, 1882
- Scarus persicus Randall & Bruce, 1983
- Scarus prasiognathos Valenciennes, 1840
- Scarus psittacus Forsskål, 1775
- Scarus quoyi Valenciennes, 1840
- Scarus rivulatus Valenciennes, 1840
- Scarus rubroviolaceus Bleeker, 1847 – Neusbultpapegaaivis
- Scarus russelii Valenciennes, 1840
- Scarus scaber Valenciennes, 1840
- Scarus schlegeli (Bleeker, 1861)
- Scarus spinus (Kner, 1868)
- Scarus taeniopterus Desmarest, 1831
- Scarus tricolor Bleeker, 1847
- Scarus trispinosus Valenciennes, 1840
- Scarus vetula Bloch & Schneider, 1801
- Scarus viridifucatus (Smith, 1956)
- Scarus xanthopleura Bleeker, 1853
- Scarus zelindae Moura, Figueiredo & Sazima, 2001
- Scarus zufar Randall & Hoover, 1995